# Desene Google
Desene Google (în engleză Google Drawings) este un software de diagramă inclus ca parte a suitei Google Docs Editors gratuită bazată pe web oferită de Google. Serviciul include, de asemenea, Documente Google, Foi de calcul Google, Prezentări Google, Formulare Google, Site-uri Google și Google Keep. Desene Google este disponibil ca aplicație web și ca aplicație desktop pe sistemul de operare creat de Google Chrome OS. Aplicația permite utilizatorilor să creeze și să editeze diagrame de flux, organigrame, wireframes pentru site-uri web, hărți mentale, hărți conceptuale și alte tipuri de diagrame online în timp ce colaborează cu alți utilizatori în timp real.
Permite importarea imaginilor de pe computer sau de pe Web precum și inserarea de forme, săgeți, mâzgăliri și text din șabloane predefinite. Obiectele pot fi mutate, redimensionate și rotite. Software-ul permite de asemenea editarea de bază a imaginilor, inclusiv decuparea, aplicarea de măști și adăugarea de margini. Alte caracteristici includ așezarea precisă a desenelor cu ghiduri de aliniere, fixarea pe grilă și distribuirea automată. Spre deosebire de multe dintre celelalte software din suita Google Docs Editors, Desene Google nu are propria sa casă dedicată, deoarece vizitarea adresei URL la Desene Google creează un nou document.
Desenele pot fi inserate în alte documente, foi de calcul sau prezentări. De asemenea, pot fi publicate online ca imagini sau descărcate în formate standard, cum ar fi JPEG, SVG, PNG sau PDF.

## Istorie
Desene Google a fost introdus inițial pe 12 aprilie 2010, ca Desene Google Docs.
Pe 1 august 2011, Google a anunțat că utilizatorii vor putea copia și lipi elemente grafice între diferite desene Google.
Pe 7 ianuarie 2019, Google a adăugat încorporarea fișierelor Desene Google în Documente Google.